# Baignes-Sainte-Radegonde

Baignes-Sainte-Radegonde este o comună în departamentul Charente, Franța. În 1 ianuarie 2022 avea o populație de 1.241 de locuitori.